# Kajima Corporation
Kajima Construction Corporation, Ltd. (яп. 鹿島建設株式会社 Кадзима Кенсэтсу Кабусики Гайся) (TYO: 1812} одна из ведущих строительных фирм Японии. Основана в 1840 году. Штаб-квартира находится в Мото-Акасака, Минато, Токио.

## Технология утилизации зданий
Корпорация Кадзима разработала собственную методику демонтажа зданий - этаж за этажом. Этот метод более безопасен и к тому же позволяет утилизировать и затем снова использовать большую часть добытых строительных материалов. Так весной 2008 года, корпорация Кадзима применила эту технологию в процессе разрушения двух зданий 17-и и 20-и этажного. В результате удалось извлечь и переработать 99% конструкционных стали и бетона и 92% внутренних отделочных материалов.

## Внешние ссылки
- (яп.) Официальный сайт Архивная копия от 6 ноября 2019 на Wayback Machine
- (англ.)  Архивная копия от 21 февраля 2014 на Wayback Machine